# Alexander Fiseisky
Alexander Fiseisky (russisch Александр Владимирович Фисейский, Aleksandr Wladimirowitsch Fisejskij; * 1950 in Moskau) ist ein russischer Organist und Musikwissenschaftler.

## Leben
Alexander Fiseisky studierte am Moskauer Konservatorium Klavier bei Wera Gornostajewa und Orgel bei Leonid Rojsman. Er gastierte als Organist in über 30 Ländern und nahm an internationalen Wettbewerben teil. Im Jahr 2000 spielte er das gesamte Orgelwerk von Johann Sebastian Bach viermal in Deutschland, darunter einmal an einem Tag in Düsseldorf, ebenfalls mehrmals in Russland und weiteren Staaten. 2009 präsentierte er alle Konzerte für Orgel und Orchester von Georg Friedrich Händel in Deutschland und Moskau.
Professor Alexander Fiseisky unterrichtete an der Gnessin-Akademie und dem Schnittke-Institut in Moskau. Er gab Meisterklassen und lehrte an Musikhochschulen unter anderem in London, Wien, Hamburg und Baltimore. Er war Mitglied von Jurys internationaler Orgelwettbewerbe in Großbritannien, Kanada, Deutschland, Polen und Russland.
Alexander Fiseisky veröffentlichte über 40 Schallplatten und CDs mit Orgelmusik. Er publizierte mehrere Anthologien mit Editionen russischer und baltischer Orgelmusik sowie Monographien und Aufsätze zur russischen und baltischen Orgelgeschichte.
Er wurde als Verdienter Künstler Russlands geehrt.